# Herb Przecławia
Herb Przecławia – symbol miasta i gminy Przecław.

## Wygląd i symbolika
Herb przedstawia na tarczy w polu szarym, otoczonej żółtą wstęgą z czarnym napisem Przecław, niebieską tarczę z białą podkową zwróconą w dół ocelami a nad nią biały krzyż kawalerski. Jest to godło z herbu Pobóg, którym posługiwał się ród Koniecpolskich.
Pierwszym (XVI w.) herbem miasta była głowa osła (herb Półkozic). Zmiana nastapiła zapewne w XVII w..